# ايرو بويرو إيه بي-210
ايرو بويرو إيه بي-210 (بالإنجليزية: Aero Boero AB-210)‏ هي طائرة منافع مدنية، أحادية السطح، ويأجنحة عالية، وذات محرك واحد، بقوة 210 حصان وبثلاثة مقاعد وبمعدات هبوط ثلاثية النقاط. بنيت منها طائرة واحدة فقط. طورت من إيه بي-115. أنتجت في الأرجنتين. من صناعة ايرو بويرو. كان أول طيران لها في 22 أبريل 1971.